# Джон Стімпсон
Джон Стімпсон (англ. John Stimpson; нар. 4 вересня 1968) — колишній американський тенісист.
Найвищу одиночну позицію світового рейтингу — 178 місце досяг 29 липня 1991, парну — 270 місце — 6 липня 1992 року.

## Титули на челленджерах

### Одиночний розряд: (1)
| Ранг | Рік  | Турнір        | Покриття | Суперник  | Рахунок  |
| ---- | ---- | ------------- | -------- | --------- | -------- |
| 1.   | 1991 | Нагоя, Японія | Тверде   | Ян Апелль | 6–1, 6–3 |